# Rehden (Duitsland)
Rehden is een gemeente in de Duitse deelstaat Nedersaksen. De gemeente maakt deel uit van, en is bestuurscentrum van de Samtgemeinde Rehden in het Landkreis Diepholz. Rehden telt 2.330 inwoners.
Markant in het dorp is de onder architectuur van Conrad Wilhelm Hase in 1874  gebouwde Kirche zum guten Hirten (Goede-Herderkerk). Het is een evangelisch-luthers godshuis.
Bij het dorp ligt een grote, ondergrondse gasopslagruimte, tot medio 2022 toebehorend aan de firma WINGAS, een dochteronderneming van het Russische Gazprom-concern.
Zie verder onder Samtgemeinde Rehden.
- Gemeinsame Normdatei: 4341186-1
- Virtual International Authority File: 248253003